# Капелла Пацци
Капелла Пацци (итал. Cappella Pazzi) — выдающийся памятник архитектуры эпохи итальянского Возрождения. Здание построено по проекту архитектора Филиппо Брунеллески в 1442—1460 годах. Расположено в монастырском дворе при францисканской церкви Санта-Кроче во Флоренции.

 «По сравнению с соседней церковью, капелла — совсем небольшое сооружение: её фасад тянется всего на высоту, примерно, двух — двух с половиной этажей, но он разработан в формах, производящих впечатление такой значительности и простора, который присущ обычно монументальному зданию гораздо более крупного масштаба. Капелла Пацци занимает выдающееся место в истории европейской архитектуры, потому что она — один из первых шедевров, обеспечивших победу над готикой новому искусству, стремившемуся возродить традиции греческой и римской античности»

## История
В 1423 году территория церкви Санта-Кроче (Святого Креста) пострадала от пожара. Впоследствии, горожане и несколько богатых семей города, включая Медичи, Спинелли и Пацци, организовали работы по восстановлению разрушенных зданий. В 1429 году началось строительство на территории монастыря: возводили новый дормиторий (общую монастырскую спальню) и новициат (помещение для монастырских послушников). В том же году Андреа Пацци заключил с монастырём договор, обязуясь восстановить капеллу для собраний капитула с условием, что он станет ктитором проекта и будет иметь возможность устроить фамильную капеллу на территории монастыря, что считалось весьма почётным.
По причине нехватки документации, хронология строительства семейной капеллы детально не восстановлена, но известно, что строительство началось в 1442 году и протекало медленно. Причастность к строительству выдающегося архитектора Филиппо Брунеллески датируется 1429 годом, вскоре после того, как он окончил работу в Старой Сакристии церкви Сан-Лоренцо.
Однако, из сравнительно недавно обнаруженных источников стало известно, что в 1443 году папа Евгений IV после освящения базилики Санта-Кроче «останавливался на обеде в капитуле Санта-Кроче», который был завершён только до антаблемента. В 1445 году завещанием Андреа Пацци, умершего в том же году, была выделена крупная сумма на завершение строительства капеллы и руководство проектом взял на себя его сын Якопо. Год спустя умер архитектор Брунеллески и работы снова остановились.
В 1446 году строительные работы возглавил Джулиано да Майано. Основная часть здания была завершена в 1440—1450-е годы, купол был закончен в 1460 году, а портик, который изначально не предполагался в проекте, пристроили в 1461 году, если верить надписи, обнаруженной на барабане купола. Работы продолжались до 1478 года, но так и не были закончены. В том же году семья Пацци после поражения заговора против Медичи была истреблена, поэтому будущие дополнения остались незавершёнными.

## Архитектура
Капелла является центрической купольной постройкой. Она представляет собой характерный пример архитектурной лёгкости, простоты и лаконичной ясности типично ренессансной композиции. Квадратное в плане здание перекрывается зонтичным куполом, разделённым на двенадцать частей. В этом капелла схожа со Старой Сакристией церкви Сан-Лоренцо.
В архитектуре эпохи Возрождения центрическому пространству, как и полуциркульным аркам, и сферическим куполам, придавали значение символа Божественной гармонии, согласно знаменитой сентенции Николая Кузанского. Однако в этой постройке очевидно эклектичное смешение разнородных тем и мотивов.
На фасаде архитектор Брунеллески (или, в иной версии, Джулиано да Майано) использовал не «римскую архитектурную ячейку» или излюбленную «аркаду по колоннам», а довольно редкое для Италии горизонтальное, архитравное перекрытие колонн коринфского ордера «на греческий манер». Причём колоннаду и архитрав нижней части здания Брунеллески (если допустить, что именно ему принадлежит эта идея) сочетал с высоким аттиком, полуциркульной аркой в центре и типично средневековой галереей-лоджией верхней части постройки на деревянных «столбиках» и с сильно выдающейся кровлей-карнизом (происходящей от обычая сельских навесов на столбах), увенчанной зонтичным «тосканским куполом» с шатровой кровлей и башенкой-лантерной.
Невысокий барабан купола прорезан рядом небольших круглых окон. К основному объёму капеллы с восточной стороны примыкает небольшой алтарь со сферическим куполом на парусах.
Приведённые детали показывают контаминацию античных, романо-готических и новых ренессансно-италийских мотивов и это делает постройку совершенно уникальной. Ряд исследователей полагают, что портик не был частью замысла Брунеллески, а создан по идее Джулиано да Майано, завершавшим строительство. Об этом свидетельствует, в частности, нехарактерный для Брунеллески богатый декор сводов портика. Купол и цилиндрический свод портика отделан изнутри полихромной керамикой работы Луки делла Роббиа. В нём сочетаются кессоны, круглые медальоны, ренессансные раковины.
Тем не менее, вопрос об авторстве портика остаётся спорным. «Невозможно назвать другого архитектора того времени, — писал В. Ф. Маркузон, —способного создать столь изящный портик, связанный с композицией капеллы тем, что куполок в его центре как бы превращает капеллу в крестово-купольное сооружение. Во всяком случае представляется, что реконструкция фасада без портика не соответствует духу Брунеллески — она слишком банальна». Вероятнее, портик был построен позднее, после смерти архитектора, но по его замыслу.

## Интерьер
Мотивы арки и купола образуют связь между экстерьером и интерьером капеллы. В пространстве интерьера Брунеллески создал образ «идеального храма» — светлого и просторного. Это впечатление усиливается изысканным колоритом, построенным на контрасте белёных стен, ордерных элементов выполненных из серого известняка «пьетра-серена» (рietra serena), ярких акцентов цветной майолики работы флорентийской мастерской Луки делла Роббиа и витражей алтарной части по рисункам Алессио Бальдовинетти. Камень пьетра-серена ясно обозначает ордерные членения пространства интерьера.
Конструкция зонтичного купола на парусах, мотив двойных арок, круглых медальонов подчёркивается цветом и создаёт характерные «рифмы» типично ренессансных тем: «божественной окружности» (итал. cerchio divino) и «небесной арки» (итал. arco celeste).

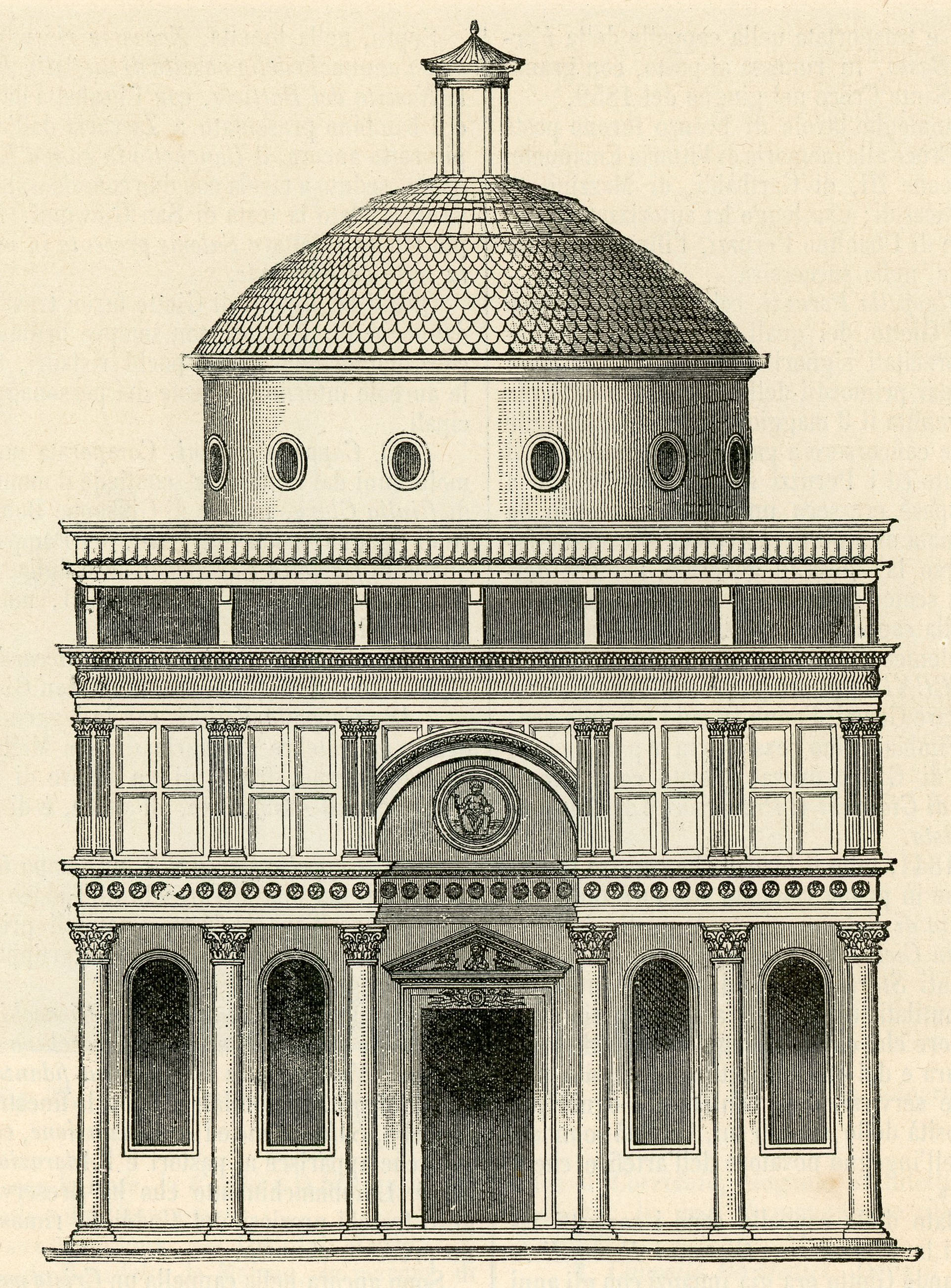
Капелла Пацци. Ксилография 1894 г.
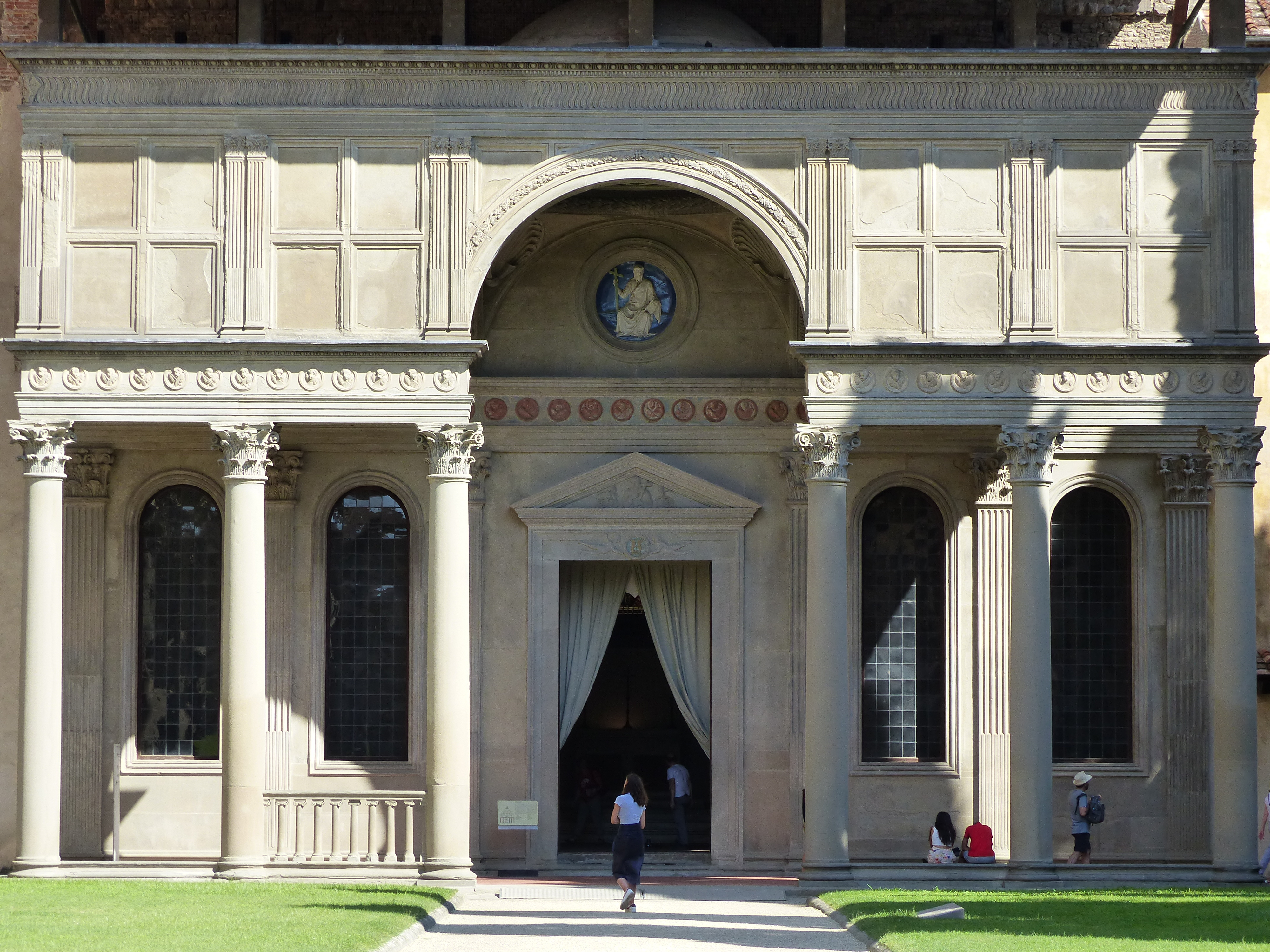
Капелла Пацци. Портик
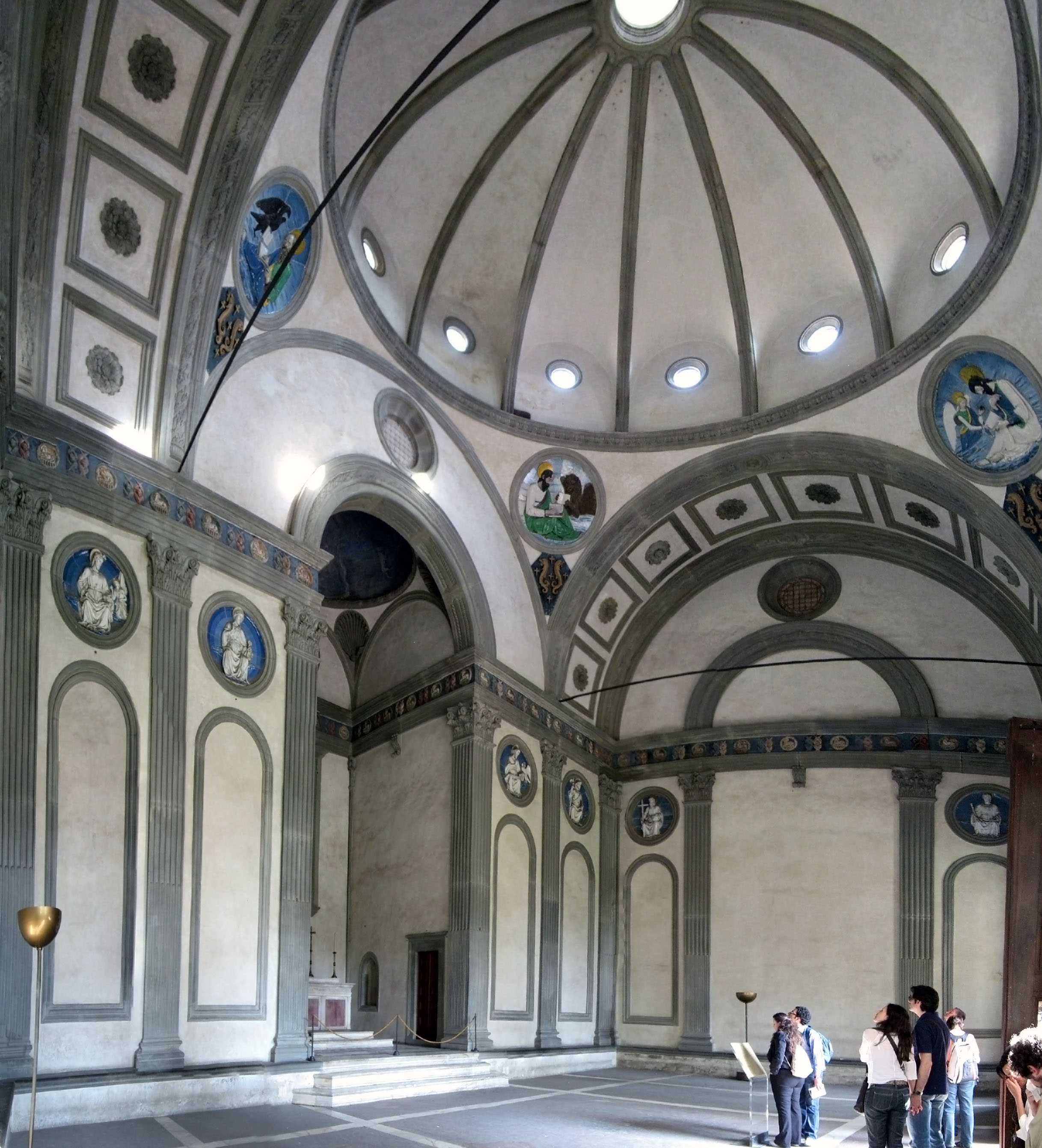
Интерьер капеллы
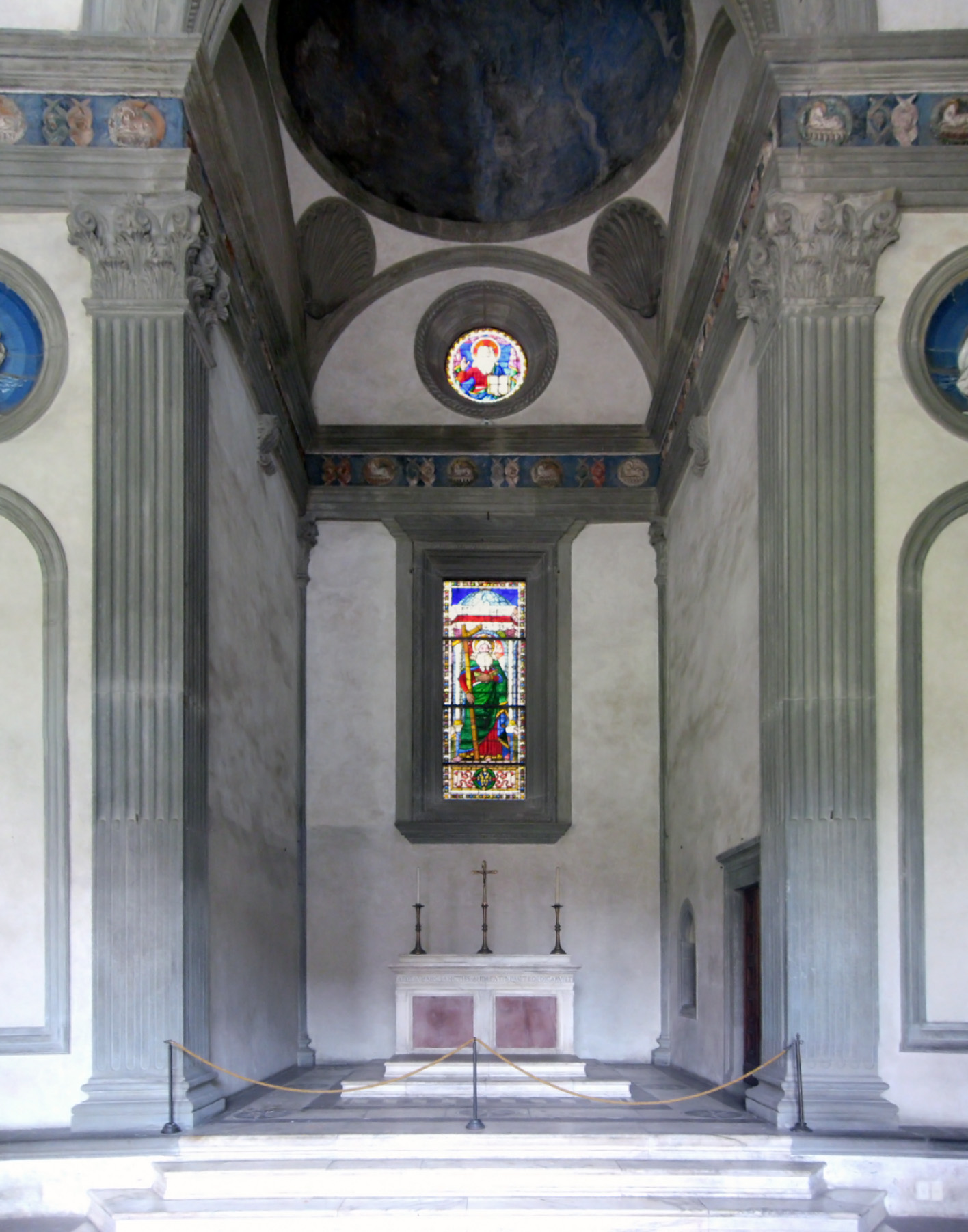
Алтарная часть
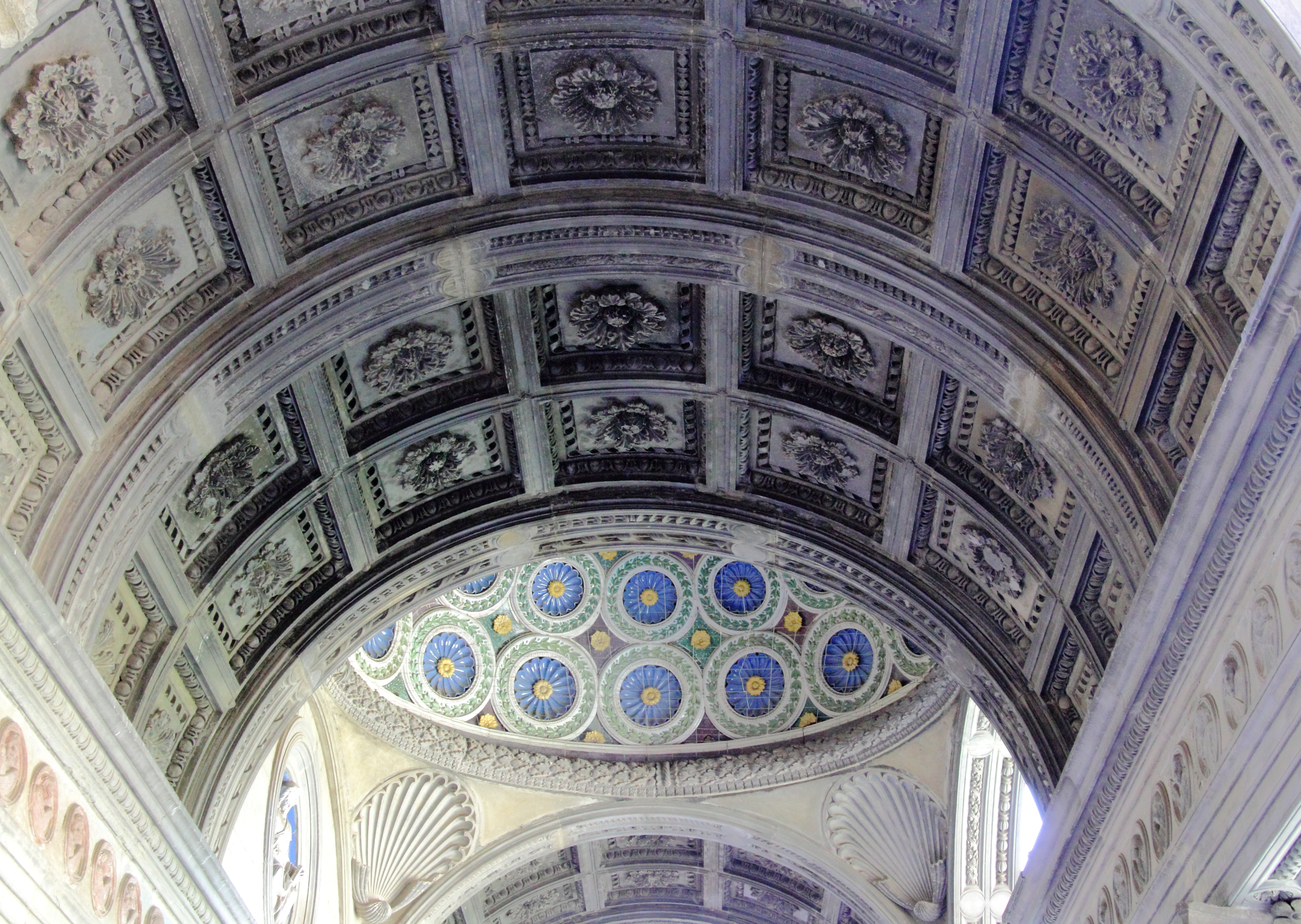
Свод портика
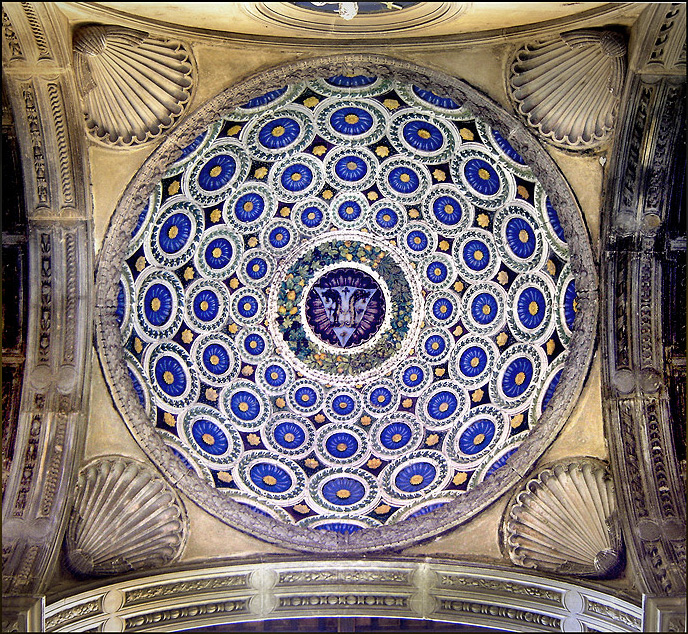
Купол портика
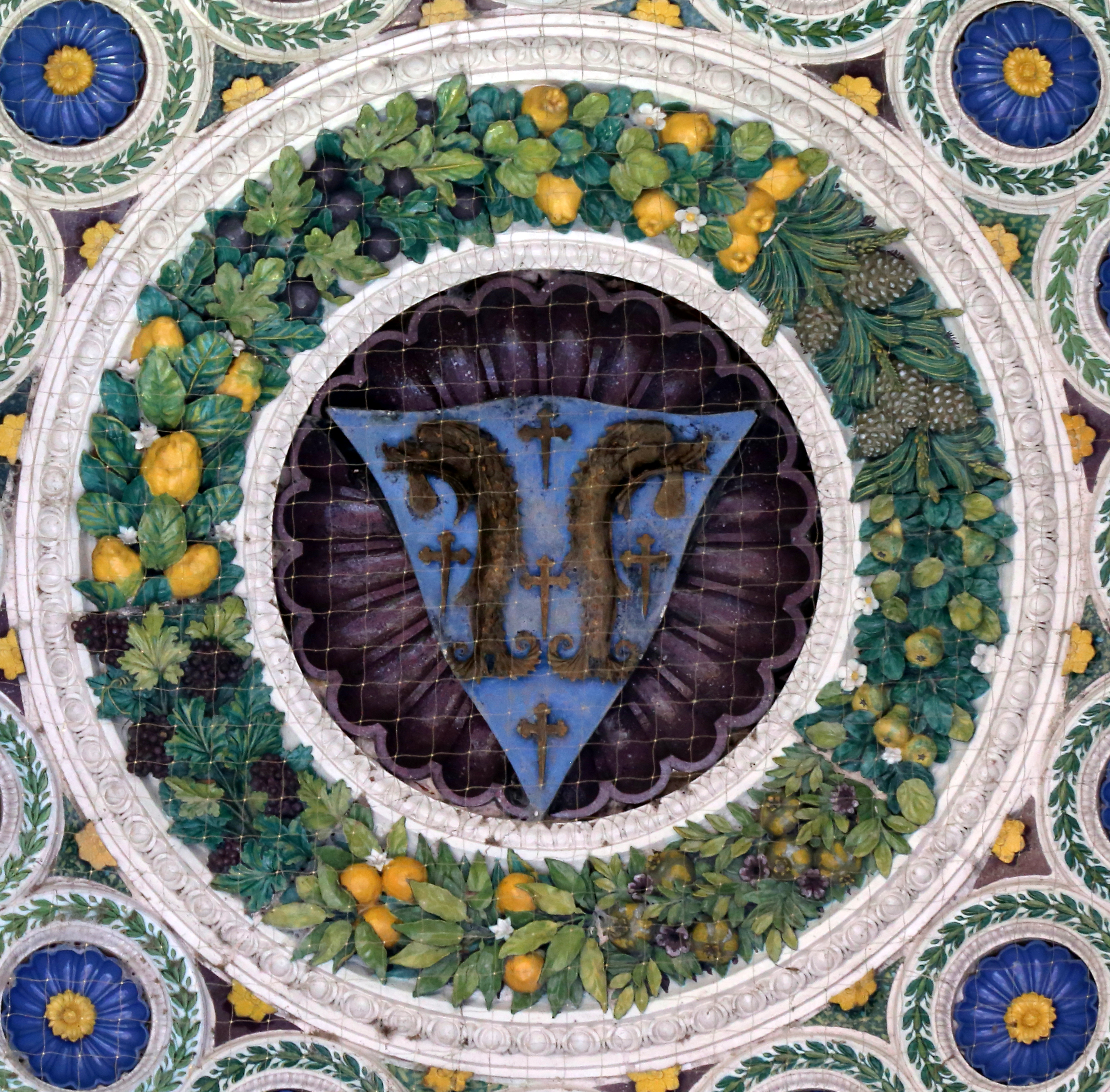
«Куполетта» с гербом семьи Пацци. Лука делла Роббиа. 1461. Майолика